# 萬全左衛
万全左卫是明朝設置的一個衛所，現今該地位於怀安縣境內。當地於元朝時称辛南庄，曾經為顺宁府宣平县縣政府所在地。明朝洪武四年（1371年）宣平县撤銷，洪武二十五年（1392年）筑城，二十六年（1393年）二月在辛南庄設置衛所，即为万全左卫，當時隸屬於山西行都指挥使司。建文四年（1402年）徙治蔚州。永乐元年（1403年）二月撤銷万全左卫，简称左卫。